# 莫亚 (昆卡省)
莫亚，是西班牙卡斯蒂利亚-拉曼恰昆卡省的一个市镇。总面积92平方公里，总人口269人（2001年），人口密度3人/平方公里。